# Regina Doria
Regina Doria (Torino, 15 luglio 1901 – Torino, 17 agosto 1959) è stata una ballerina e coreografa italiana.

## Biografia
Allieva della grande danzatrice coreografa Bava, alla scuola del Teatro Regio di Torino, dopo essersi diplomata ballerina classica solista, continuò gli studi con Enrico Cecchetti, Nicola Guerra e all'estero con i francesi Cefail, Holzer e Madame Maire.
Debuttò come prima ballerina al Politeama Chiarella di Torino nel 1920 in Gioconda ed in seguito in molti altri teatri italiani. Nel 1921si esibisce al Castello di Racconigi in occasione dei festeggiamenti per il matrimonio di Vittorio Emanuele II d'Italia ed Elena del Montenegro.
Ebbe la sua prima scrittura all'estero nella stagione 1922-23 al Gran Teatro dell'Opera del Cairo con il Complesso del Teatro d'Opera di Milano, poi nel 1924 all'Operà di Nizza e per sei stagioni invernali ed estive al Gran Teatro di Aix les Baigne e nei principali teatri francesi. Dopo aver ottenuto grande popolarità in Francia, nel 1939 rientrò in Italia per la guerra.
Terminato il conflitto Regina Doria riprese la sua attività in vari teatri d'opera italiani. Con L'Ente Teatro Regio di Torino collaborò per la stagione 1945-46 alle coreografie delle opere “Boris”, “Mefistofele”, “Andrea Chenier”, “Falstaf” e “Manon di Massenet” proseguendo come maestra della scuola e come coreografa per i balletti e nelle opere eseguiti durante le stagioni liriche, formando un numeroso gruppo di valenti allieve fino alla sua improvvisa scomparsa nel 1959. È sepolta nel Cimitero Generale di Torino.